# Born This Way
Born This Way este cel de-al doilea album de studio al cântăreței americane Lady Gaga, lansat la 23 mai 2011 sub egida casei de discuri Interscope Records. Materialul discografic reprezintă o continuare a albumelor anterioare ce au avut parte de succes în toată lumea, The Fame (2008) și EP-ul The Fame Monster (2009). Gaga a produs și compus toate cântecele de pe album, colaborând cu producătorii RedOne și Fernando Garibay cu care a mai lucrat în trecut. Solista a lucrat, de asemenea, cu saxofonistul trupei E Street Band, Clarence Clemons, și chitaristul formației Queen, Brian May.
Muzica albumului Born This Way provine din stilurile synthpop și dance-pop ale materialelor anterioare ale cântăreței, încorporând, de asemenea, diferite forme de instrumentație în comparație cu lansările anterioare, cum ar fi rock electronic și techno. Albumul conține o gamă variată de genuri muzicale, printre care operă, heavy metal, disco, house și rock and roll, în timp ce versurile cântecelor vorbesc despre sexualitate, religie, libertate, feminism și individualism. În ciuda opiniilor împărțite între comentatorii religioși și comentatorii conservativi, albumul a fost bine primit de către criticii de specialitate, aceștia lăudând varietatea stilurilor muzicale și vocea lui Gaga; alții au considerat că artista încearcă prea mult să mulțumească pe toată lumea prin mesajul de încredere în sine al albumului. Numeroase publicații au inclus materialul discografic în listele celor mai bune albume ale anului. Born This Way a primit trei nominalizări la cea de-a 54-a ediție a premiilor Grammy, inclusiv cea de-a treia nominalizare consecutivă a lui Gaga la categoria „Albumul anului”.
Born This Way a obținut poziții de top cinci în majoritatea clasamentelor din întreaga lume, inclusiv în ierarhia Billboard 200. În Statele Unite, materialul discografic s-a vândut în peste un milion de exemplare în prima sa săptămână—cele mai multe vânzări în prima săptămână a unui album în ultimii cinci ani; aproape 440.000 de cópii s-au vândut pe Amazon în două zile la prețul de 99 de cenți. Albumul s-a vândut în peste șase milioane de exemplare în toată lumea, și a fost al treilea cel mai bine vândut album al anului 2011, potrivit datelor furnizate de International Federation of the Phonographic Industry (IFPI). Patru single-uri—„Born This Way”, „Judas”, „The Edge of Glory” și „Yoü and I”—au devenit șlagăre de top 10 în Statele Unite. „Born This Way” a fost cea de-a o mia piesă care să ocupe primul loc în clasamentul Billboard Hot 100 de la inaugurarea acestuia în 1958. Cântecul a devenit, de asemenea, cel mai repede vândut single din istoria iTunes. Single-ul promoțional „Hair” a avut parte de succes moderat, ajungând în topurile din șaisprezece țări.
Campania de promovare a albumului a inclus interpretări la cea de-a 53-a ediție a premiilor Grammy, la ediția din 2011 a premiilor MTV Video Music Awards, precum și la alte evenimente și emisiuni de televiziune. În noiembrie 2011, Born This Way și albumul de remix-uri Born This Way: The Remix au fost lansate într-o compilație intitulată Born This Way: The Collection. Gaga a pornit ulterior într-un turneu de concerte intitulat Born This Way Ball, demarat în luna aprilie a anului 2012.

## Informații generale
În luna martie a anului 2010, Gaga a dezvăluit faptul că lucra la noul album, spunând că a compus majoritatea cântecelor. Totodată, producătorul RedOne a descris Born This Way drept „albumul despre libertate” al solistei, în timp ce impresarul ei, Troy Carter, a considerat că imaginea publică a lui Gaga se va schimba în urma lansării albumului. Cu câteva luni după anunț, cântăreața a explicat că a terminat de compus piesele pentru album: „Totul a venit atât de repede. Am lucrat la el luni întregi, și cred cu tărie că este terminat chiar acum. Unora artiști le ia ani de zile. Mie nu. Eu compus muzică în fiecare zi”. Într-un alt interviu, Gaga a afirmat că albumul este „imnul [acestei] generații”, continuând prin a spune că acesta „include cea mai bună muzică pe care am compus-o vreodată. Am compus deja primul single [...] și vă promit, acesta va fi cel mai bun album din cariera mea”.
Pe lângă ședințele ce au avut loc în autocarele spre turneu, ședințele de înregistrare și mixare au avut loc la Studiourile Abbey Road în Londra, Anglia, Studiourile 301 în Sydney, Australia, Studiourile Sing Sing în Melbourne, Australia, Studiourile Gang în Paris, Franța, Studiourile Livingroom în Oslo, Norvegia, Allerton Hill în Regatul Unit, Studioul Warehouse Productions în Omaha, Nebraska, Studio at the Palms în Las Vegas, Nevada, Officine Meccaniche în Milano, Italia, Miami Beach Recording Studio în Miami Beach, Florida, și la Studiourile Germano în New York City. Chitaristul formației Queen, Brian Mary, și fostul membru al trupei E Street Band, Clarence Clemons, au lucrat împreună cu Gaga la album.

## Compunerea și înregistrarea

### Influențe și teme
În ceea ce privește compoziția muzicală, Born This Way este considerat o abatere notabilă de la albumele anterioare ale lui Gaga. Materialul discografic încorporează o gamă variată de genuri muzicale, precum opera, heavy metal, rock and roll, Europop, electro-industrial, disco și house, la dorința solistei de a include o gamă mai largă de instrumente și stiluri muzicale. De exemplu, o orgă poate fi auzită în încheierea piesei „Born This Way”, un cor de bărbați ce cântă muzică gregoriană este o caracteristică proeminentă în „Bloody Mary”, chitare și viori sunt folosite în „Americano” în timp ce în piesa „Bad Kids” sunt folosite chitare electrice. Cântecele „Hair” și „The Edge of Glory” se disting de restul albumului datorită saxofonului lui Clarence Clemons, un membru marcant al formației E Street Band. În numeroase interviuri, Gaga a explicat că principalele surse de inspirație pentru album au fost provenit din muzica artiștilor precum Madonna, Whitney Houston, și Bruce Springsteen; alte influențe muzicale provin din lucrările lui Prince, Iron Maiden, Kiss, Queen, TLC, Pat Benatar, și En Vogue.
Albumul conține, în general, piese dance cu un tempo moderat, descrise ca „melodii cu stil antemic și beat-uri puternice de dance”. Cu câteva luni înaintea lansării lui Born This Way, Gaga a descris noua muzică drept „ceva mult mai profund decât o perucă sau un ruj sau o nenorocită de rochie din carne”. În urma aflării acestor declarații, Akon a considerat că solista va aduce muzica „la un nivel superior”. Albumul include referințe la numeroase figuri religioase ale creștinismului, printre care Iuda Iscarioteanul, Maria Magdalena și Isus din Nazaret. Câteva cântece de pe album fac referire la sexualitate și feminism, în timp ce temele principale ale celorlalte piese gravitează în jurul individualismului, egalității și libertății.

### Structura muzicală și versurile
Albumul începe cu „Marry the Night”, un cântec compus drept omagiu pentru orașul New York. Piesa dance-pop conține clopote bisericești, un beat house four on the floor zgomotos și un breakdown cu influențe funk rock, fiind remarcat pentru utilizarea elementelor din muzica disco, techno, funk și Hi-NRG. Sunetul cântecului a fost comparat cu muzica pop a anilor '80 și artiști glam metal ca Bon Jovi, Pat Benatar și Bonnie Tyler. Cea de-a doua piesă, „Born This Way”, vorbește despre modul în care toate lumea este egală, indiferent de culoarea pielii, orientarea sexuală sau credință, și despre cum fiecare persoană își poate îndeplini visul. În comparație cu single-ul Madonnei, „Express Yourself”, cântecul conține beat-uri Euro disco. Următoarea piesă, „Government Hooker”, conține atât elemente ale muzicii de operă, cât și o melodie dance asemănătoare cu muzica techno, trance, industrial și post-disco, și un beat cu influențe hip hop. Cântecul a fost comparat cu melodiile formației electronice germane Kraftwerk.
„Imaginează-ți-l pe Bruce Springsteen dacă ar fi avut un copil cu Whitney Houston”, a spus ea. „Și așa a și fost! În sfârșit! După tot acel concubinaj groaznic de lung și plictisitor, Fernando și cu mine în sfârșit l-am conceput”. 
Cea de-a patra piesă este „Judas”, Gaga confirmând influența personajului biblic Iuda Iscarioteanul. Versurile cântecului sunt despre a fii trădat și „a-ți onora propriul întuneric pentru a te îndrepta spre lumină”, potrivit solistei. „Judas” este o piesă dance-pop și house cu influențe techno, industrial și disco, un refren pop inspirat de anii '80 și un breakdown cu elemente din genurile muzicale dubstep și techno. În unele părți, Gaga cântă rap cu accent caraibian.

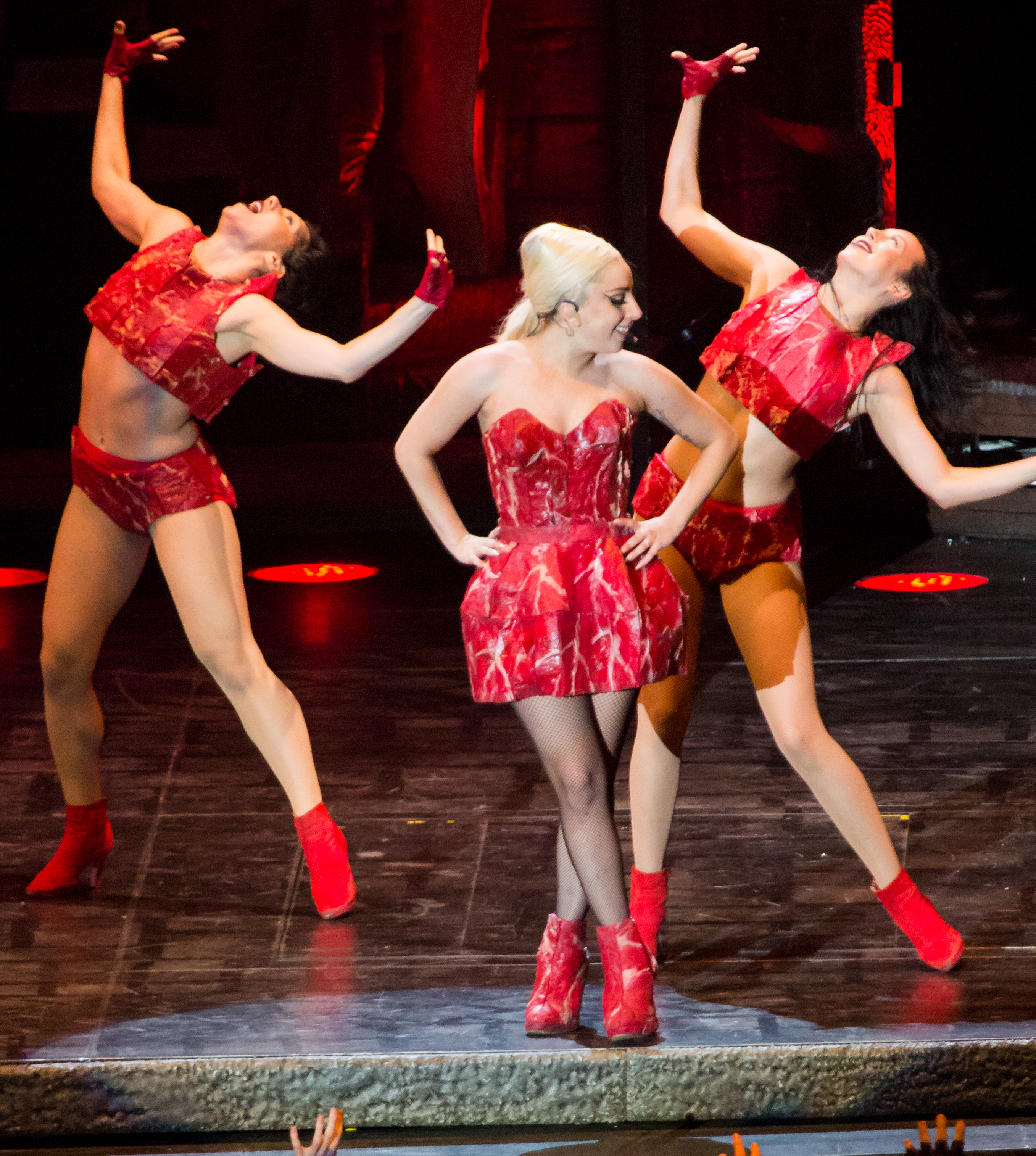
Gaga interpretând „Americano” în turneul Born This Way Ball. Cântecul a fost compus drept răspuns pentru Arizona SB 1070.

Următorul cântec, „Americano”, este o piesă mariachi cu influențe techno, house și disco. Gaga a compus versurile atât în limba spaniolă, cât și în limba engleză, drept răspuns pentru legea imigrației în Arizona, Arizona SB 1070. Criticii de specialitate au observat elemente de vodevil în cântec, comparându-l cu lucrările lui Judy Garland, în timp ce Gaga a considerat că solista franceză Édith Piaf a influențat „Americano”. Cel de-al șaselea cântec, „Hair”, este o piesă despre exprimarea libertății prin păr. Aceasta conține o linie melodică dance-pop și influențe din muzica rock/heavy metal a artiștilor Bruce Springsteen, Iron Maiden și Kiss. A fost observată, de asemenea, folosirea elementelor disco și Europop. Cea de-a șaptea piesă, „Scheiße”, prezintă un mesaj despre feminism și conține versuri în limba germană, acompaniate de sintetizatoare și beat-uri techno, precum și de influențe Euro disco. Melodia cântecului a fost comparată cu Madonna și artista electroclash Miss Kittin. Următoarea piesă, „Bloody Mary”, are un tempo lent și conține „coarde smulse”, „beat-uri obscene”,numeroase referințe religioase, precum și un instrumental cu influențe trance. „Bad Kids” conține influențe synthpop a anilor '80 și chitare electrice. Beat-ul disco a fost comparat cu muzica Donnei Summer, fiind observate în compoziție și influențe din muzica heavy metal.
„Highway Unicorn (Road to Love)” este cel de-al zecelea cântec de pe albumul Born This Way. Piesa dance-pop a fost remarcată pentru influențele sale din Bruce Springsteen, precum și pentru tobele și sintetizatoarele puternice. „Heavy Metal Lover”, cea de-a unsprezecea piesă, este un cântec electropop cu tendințe techno, remarcat pentru elementele sale din muzica house, beat-urile electro-industrial, fiind totodată comparat cu muzica power pop a anilor '90. Sintetizatoarele sunt utilizate ca punct central al piesei. Următorul cântec, „Electric Chapel”, este o piesă pop cu influențe heavy metal ce conține elemente Europop, fiind comparată cu lucrările Madonnei. Cel de-al treisprezecelea cântec, „Yoü and I”, este o baladă rock and roll ce conține elemente din muzica country rock. Piesa are un tempo moderat, iar Brian May de la formația Queen a cântat la chitară electrică. Totodată, cântecul conține o mostră din single-ul din 1977 al trupei Queen, „We Will Rock You”.
„The Edge of Glory”, cea de-a paisprezecea piesă de pe albumul Born This Way, face referirea la moartea bunicului solistei; este un cântec dance-pop cu un tempo rapid și influențe din muzica rock electronică și synthpop; acesta conține un solo de saxofon interpretat de Clarence Clemons, fiind comparat cu muzica blues. Unul dintre cântecele bonus de pe versiunea specială a materialului discografic este „Black Jesus + Amen Fashion”, o piesă pop cu influențe din muzica electronică și de club a anilor '80 și '90. „Fashion of His Love”, cel de-al doilea cântec bonus, este o piesă dance-pop cu influențe din anii '80 ce face referire la prietenul solistei, recent decedatul designer de modă Alexander McQueen.

## Lansarea și promovarea
Pe 12 septembrie 2010, Gaga și-a făcut apariția la ediția din 2010 a premiilor MTV Video Music Awards. În timpul discursul de acceptare al premiului „Videoclipul anului”, cântăreața a anunțat numele noului album și a cântat refrenul piesei cu același nume. Descris de Gaga drept „un cadou de Crăciun pentru fanii mei”, aceasta a anunțat data lansării albumului și a primului single la miezul nopții, pe 1 ianuarie 2011, prin intermediul unei postări pe contul ei de Twitter, alături de o fotografie alb-negru în care Gaga este „dezbrăcată de la talie în jos, cu părul în bătaia vântului, și poartă o jachetă pe care scrie numele albumului, împodobit cu ceea par a fi bijuterii orbitoare”.
În noiembrie 2010, în timpul unui concert în Gdansk, Polonia, în cadrul turneului The Monster Ball Tour, Gaga a anunțat că albumul ar putea avea până la douăzeci de piese, adăugând că producția acestuia se apropie de sfârșit. Într-un interviu pentru revista Vogue în februarie 2011, solista a confirmat faptul că vor fi în total șaptesprezece cântece pe album, paisprezece dintre ele fiind incluse în versiunea standard a albumului. S-a stabilit inițial ca celelalte trei piese să fie lansate într-o versiune deluxe exclusivă Target; cu toate acestea, Gaga și-a anulat mai târziu parteneriatul cu lanțul de magazine ca răspuns la donația companiei de 150.000 de dolari către partidul conservator Minnesota Forward.
Înainte de lansarea sa propriu-zisă, conținut albumului a apărut în mod ilegal pe internet la 18 mai 2011. Din cauza încălcării legii drepturilor de autor, materialul a fost ulterior înlăturat. Albumul a avut lansarea oficială pe 23 mai 2011 în întreaga lume, în două versiuni separate. Numeroase fragmente din cântece au fost lansate pentru a promova Born This Way. Remix-uri ale pieselor „Scheiße” și „Government Hooker” au avut premiera la spectacolele de modă prezentate de Thierry Mugler în ianuarie și, respectiv, martie 2011. Alte piese au fost lansat pe jocul FarmVille cu câteva zile înainte de lansarea albumului, inclusiv „Marry the Night”, „Americano” și „Electric Chapel”.
Pe 17 aprilie 2011, Gaga a dezvăluit prin intermediul unei postări pe Twitter coperta albumului Born This Way. Imaginea o prezintă pe cântăreața unită cu o motocicletă. Numele lui Gaga nu apare pe copertă – singurul text prezent este numele albumului, în partea de sus. Coperta a avut parte de un răspuns negativ atât din partea criticilor, cât și din partea fanilor. Sean Michaels de la ziarul The Guardian a opinat că aceasta „[a arătat] mai mult ca o lucrare ieftină în Photoshop decât cel mai așteptat album al anului”. Acesta a comentat că: „Au dispărut ochelarii de soare futuriști, tunsorile asimetrice, chiar și coarnele magice ale lui Gaga; în schimb, avem o motocicletă mutantă cu brațele și capul lui Gaga, plus un font siropos cromat”. De asemenea, el a făcut referire și la mai multe mesaje postate de fani pe forumul oficial al cântăreței, exprimându-și neplăcerea față de copertă. Andrew Martin de la Prefix a considerat fotografia „o lucrare respinsă a ultimului film din seria Terminator”. Coperta versiunii speciale a fost dezvăluită în aceeași zi: aceasta prezintă doar capul lui Gaga din fotografia versiunii standard, însă cuvintele „Lady Gaga” și „Born This Way” apar în colțul din stânga al copertei. Acestea sunt scrise în font Impact, „Born This Way” fiind scris cu litere negre, într-un fundal alb. Cuvintele „special” sau „deluxe” nu apar în fotografie, Gaga dezvăluind că nu i-ar fi plăcut acest lucru.

### Discuri single

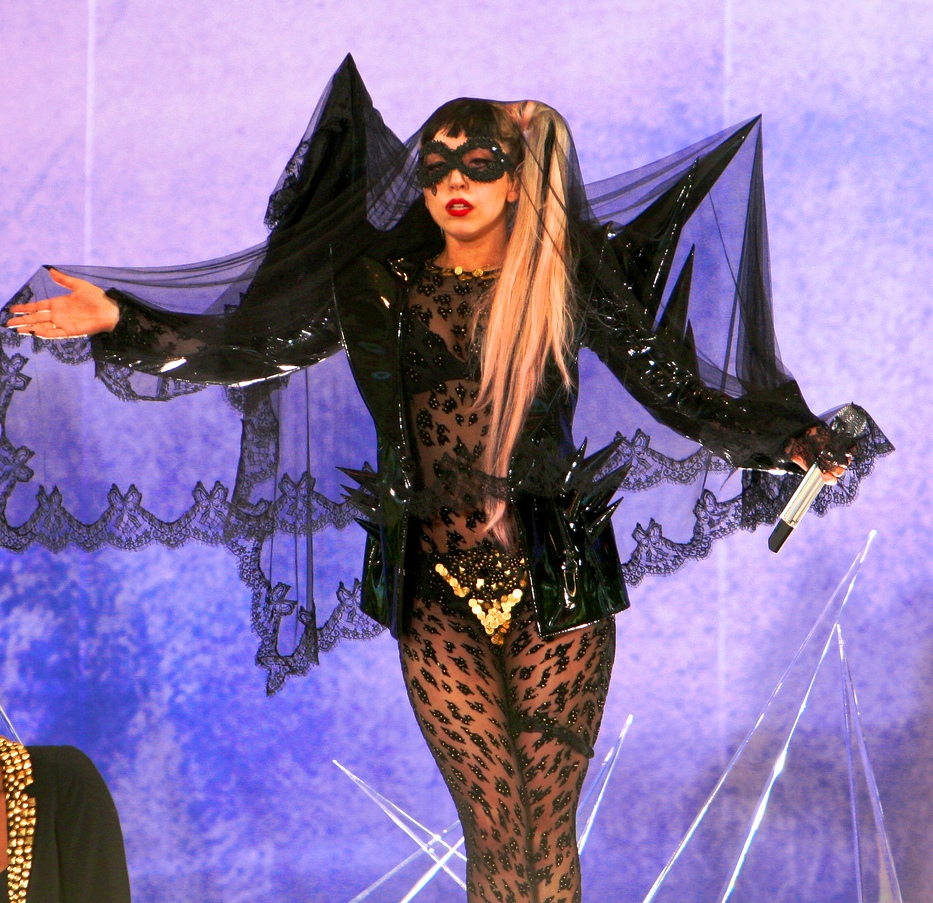
Gaga interpretând „The Edge of Glory” la emisiunea Good Morning America. Lansat inițial ca disc single promoțional, cântecul a devenit cel de-al treilea single extras de pe album datorită reacției pozitive din partea publicului.

„Born This Way” a fost lansat ca primul disc single extras de pe album la 11 februarie 2011. Descris drept un „mesaj magic”, cântecul a fost compus de Gaga și Jeppe Laursen, iar producția a fost realizată de Gaga, Laursen și producătorii Fernando Garibay și DJ White Shadow. Piesa a primit recenzii pozitive din partea criticilor de specialitate, aceștia observând similarități între „Born This Way” și piesa Madonnei, „Express Yourself”. Single-ul a obținut succes comercial în întreaga lume, ocupând prima poziție a clasamentelor din peste nouăsprezece țări. A devenit cel mai repede vândut single din istoria iTunes, iar până în noiembrie 2011 au fost vândute 8,2 milioane de exemplare digitale în întreaga lume. În Statele Unite, „Born This Way” a devenit cea de-a treia piesă a cântăreței care să ocupe locul unu în topul Billboard Hot 100, petrecând șase săptămâni consecutive pe prima poziție. „Judas” a fost lansat ca cel de-al doilea single la 15 aprilie 2011. Criticii au oferit recenzii pozitive cântecului, complimentând breakdown-ul acestuia și observând similarități cu „Bad Romance” în compoziție. A debutat pe locul patru în clasamentul Hot Digital Songs, cu 162.000 de exemplare vândute și a ajuns pe locul al zecelea în Statele Unite. Piesa a devenit un șlagăr de top 10 în douăzeci de țări, ocupând locul unu în Coreea de Sud.
„The Edge of Glory” a fost lansat ca cel de-al treilea disc single extras de pe album la 11 mai 2011. Cântecul a obținut laude din partea criticilor, fiind numit punctul culminant al albumului. Recepția pozitivă a provenit din utilizarea solo-ului de saxofon a lui Clarence Clemons, mesajul principal și vocea „plină de suflet” a cântăreței. Single-ul s-a clasat în top 10 în nouăsprezece țări, inclusiv în Statele Unite. „Yoü and I”, cel de-al patrulea single, a obținut, de asemenea, recenzii pozitive din partea criticilor de specialitate, aceștia complimentând compoziția muzicală a piesei. Cântecul a devenit cel de-al unsprezecelea single de top 10 consecutiv al solistei în Statele Unite, clasându-se pe locul șase în ierarhia Billboard Hot 100. Melodia a primit o nominalizare la premiul Grammy pentru cea mai bună interpretare pop solo.
„Marry the Night” a fost lansat ca cel de-al cincilea și ultimul disc single extras de pe albumul Born This Way. Recepția criticilor asupra piesei a fost una pozitivă, recenzenții numind cântecul un număr puternic de dance-pop. Single-ul a ajuns în clasamentele din cincisprezece țări, inclusiv în Statele Unite, ocupând locul 29 în topul Billboard Hot 100. Videoclipul cântecului a obținut, de asemenea, laude din partea criticilor, fiind descris ca „un spectacol pur” și considerat unul dintre „cele mai mari videoclipuri epice” ale lui Gaga.

### Interpretări live
Primul cântec interpretat de pe albumul Born This Way a fost „Yoü and I” la evenimentul White Tie & Tiara Ball organizat în casa lui Elton John în 2010, la The Today Show în Rockefeller Center, New York, și în turneul The Monster Ball Tour În 2011, Gaga a pornit în turnee promoționale și a susținut interpretări live pentru a promova Born This Way în America de Nord, Europa, Asia și Australia. Campania de promovare a început la 13 februarie 2011, solista cântând primul single extras de pe album la cea de-a 53-a ediție a premiilor Grammy, în Staples Center, Los Angeles. Pe 28 aprilie, Gaga a interpretat „Judas” pentru prima oară la emisiunea The Ellen DeGeneres Show. Melodiile „Born This Way” și „Yoü and I” au fost, de asemenea, cântate la emisiunea The Oprah Winfrey Show, pe 6 mai. În urma spectacolului de la premiile Grammy, la 19 februarie 2011, Gaga a adăugat „Born This Way” în lista cântecelor pentru turneul The Monster Ball Tour, interpretând-ul drept cel de-al doilea bis, purtând un costum și realizând o coregrafie asemănătoare cu cea de la gala de premii. În luna mai, solista și-a încheiat turneul în Mexic, cântând în premieră „Americano” la pian și încheind spectacolul cu o interpretare a piesei „Judas”.

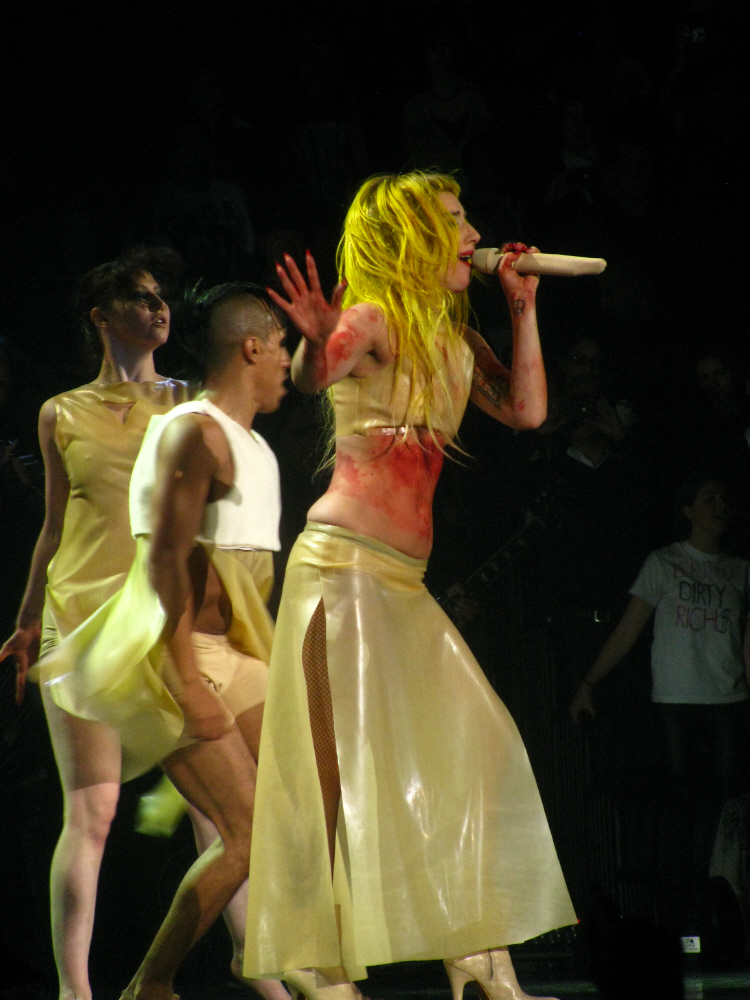
Gaga interpretând cântecul „Born This Way” în timpul turneului The Monster Ball Tour. Solista și-a promovat albumul prin intermediul unei serii de concerte în întreaga lume.

După turneul The Monster Ball Tour, Gaga a cântat la Gala Robin Hood 2011 în New York (9 mai). În Europa, artista a interpretat „Judas” la emisiunea franceză Le Grand Journal (12 mai), „Born This Way” și „Judas” la emisiunea The Graham Norton Show (13 mai), și „Born This Way” și „Yoü and I” în cadrul unui concert privat organizat de Belvedere Vodka la Annabel's în Londra (12 mai). Pe 15 mai, Gaga a fost cap de afiș la festivalul BBC Radio 1's Big Weekend, cântând în premieră „The Edge of Glory”. În urma revenirii în Statele Unite, solista a interpretat primele trei single-uri de pe Born This Way în ultimul episod al celui de-al 36-lea sezon al emisiunii Saturday Night Live (21 mai) și „The Edge of Glory” la finala celui de-al zecelea sezon al emisiunii American Idol (25 mai), fiind acompaniată de Clemons în persoană. La 27 mai, Gaga a concertat la emisiunea Good Morning America la Central Park în New York, cântând primele trei single-uri de pe Born This Way și interpretând în premieră single-ul promoțional „Hair”. Următoarea călătorie spre Europa a inclus concerte la finala celui de-al șaselea sezon al emisiunii Germany's Next Topmodel, la emisiunea britanică Paul O'Grady Live, la EuroPride 2011 în Roma, precum și la emisiunile franceze Tarata, X Factor și Le Grand Journal. Interpretări ale pieselor „The Edge of Glory” și „Born This Way” au avut loc la ediția din 2011 a premiilor MuchMusic Video Awards în Toronto (19 iunie) și la ediția din 2011 a premiilor MTV Video Music Aid Japan (25 iunie). Ulterior, Gaga a cântat la emisiunile japoneze SMAP×SMAP și Music Lovers, înainte de a porni într-o serie de concerte în Taichung, Taiwan (3 iulie), Singapore (7 iulie), și la Sydney Town Holl în Sydney (13 iulie). Cântăreața a apărut, de asemenea, la emisiunea A Current Affair, interpretând piesele „The Edge of Glory” și „Yoü and I”.
Gaga s-a întors în Statele Unite pentru a interpreta la emisiunile The Howard Stern Show (18 iulie), So You Think You Can Dance (27 iulie), Jimmy Kimmel Live! (28 iulie), precum și The View (1 august). Pe 28 august, solista a cântat „Yoü and I” la ediția din 2011 a premiilor MTV Video Music Awards, fiind acompaniată pe scenă de Brian May. La 24 septembrie, Gaga a fost cap de afiș al festivalului iHeartRadio Music Festival la MGM Grand Garden Arena în Las Vegas, interpretând câteva piese de pe album. Alte spectacole au avut loc în octombrie la emisiunea Friday Night with Jonathan Ross și în timpul concertului fundației Clinton la Hollywood Bowl. Campania de promovare a continuat cu spectacole la ediția din 2011 a MTV Europe Music Awards în Belfast, Irlanda de Nord, la show-ul britanic de televiziune The X Factor și Alan Carr: Chatty Man, la teledonul Children in Need Rocks Manchester și la concertul de nominalizări pentru a 54-a gală a premiilor Grammy în Los Angeles. Piese de pe album au fost interpretate la ediție TV specială de Ziua Recunoștinței, A Very Gaga Thanksgiving difuzată pe 24 noiembrie. Gaga a fost cap de afiș la festivalurile KIIS-FM Jingle Ball în Los Angeles pe 3 decembrie și Z100's Jingle Ball la Madison Square Garden în New York pe 9 decembrie. Promovarea albumului s-a încheiat cu o interpretare a cântecelor „Heavy Metal Lover”, „Marry the Night” și „Born This Way” la emisiunea Dick Clark's New Year's Rockin' Eve în Times Square. În aprilie 2012, artista a pornit în turneul internațional Born This Way Ball care a avut 98 de concerte. Turneul a vizat locuri în solista nu a mai concertat înainte, precum Africa de Sud, America Latină sau sud-estul Asiei. În timpul concertelor, toate melodiile de pe album au fost cântate. Cu toate că turneul a avut parte de succes comercial, Gaga a trebuit să anuleze ultimele concerte din America de Nord datorită unei rupturi de șold.

## Recepția criticilor
Born This Way a primit, în general, recenzii pozitive din partea criticilor de specialitate. Pe Metacritic, un site care face media notelor acordate de critici, albumul a primit un scor mediu de 71 din 100, bazat pe 34 de recenzii. Dan Martin de la revista NME a opinat că „este un lucru al naibii de bun” că Gaga „nu știe când să se oprească”, complimentând împingerea limitelor muzicale către „gradul final”. Sal Cinquemani de la Slant Magazine a spus că: „Nu este nimic mic legat de acest album, iar Gaga scoate untul din fiecare cântec”. Acesta a comparat Born This Way cu albumul formației The Killers, Sam's Town, numindu-l „exagerat, încrezut, cu mândrie americană, un exercițiu al excesului extraordinar”. Rob Sheffield de la Rolling Stone a considerat: „cu cât Gaga devine mai excesivă, cu atât sună mai sinceră”. Caryn Ganz de la revista Spin a fost de părere că „excesul este cel mai riscant pariu muzical al lui Gaga, dar, de asemenea, este cea mai importantă armă a ei, iar Born This Way lovește necontenit centrele plăcerilor ascultătorilor”. Adam Markovitz de la Entertainment Weekly a spus că albumul este „plin de satisfacții, dar neuniform”, în ciuda faptului că „extinderea albumului încă îi scoate în evidență amploarea talentului ei”. În ciuda criticii pentru „lăsarea abilităților ei de compozitoare să treacă atât de ușor”, Stephen Thomas Erlewine de la AllMusic a complimentat „sensibilitatea” și „dexteritatea considerabilă în livrarea unor elemente de bază” a cântăreței. Robert Christgau de la MSN Music a considerat că albumul nu este la egalitate cu The Fame sau The Fame Monster, însă a adăugat că „ambele dintre acestea continuă să crească, iar cu impulsul și temele sale nebunești, și acesta ar putea face la fel”.
Într-o recenzie pentru Chicago Tribune, Greg Kot a considerat că albumul a fost grăbit și a sunat „ca și cum un artist major aleargă spre a mulțumi pe toată lumea tot timpul”. Evan Sawdey de la PopMatters a descris Born This Way ca fiind „cel mai slab album al ei de până acum”, opinând că acesta combină „niște versuri îndrăznețe cu câteva teme și beat-uri remarcabil de repetitive”. Chris Richards de la ziarul The Washington Post a considerat albumul „plictisitor”, spunând că: „în cel mai rău caz, sună ca și cum niște resturi dintr-o coloană sonoră a unui film din anii '80 sunt reîncălzite”. Randall Roberts de la ziarul Los Angeles Times a opinat că Gaga nu se aventurează prea mult muzical, spunând că: „Nu este subtilă în mesajul ei, în rochia ei, și cel mai important, în estetică... Dacă Gaga și-ar fi petrecut puțin mai mult timp în a împinge limitele muzicale așa cum a făcut cu cele sociale, Born This Way ar fi fost mult mai reușit”. Andy Gill de la The Independent a criticat faptul că „cu cât pânza muzicală [a lui Gaga] este din ce în ce mai largă, arta ei devine cu atât mai puțin distinctivă”. Ziarul The Boston Globe a numit albumul „cel mai redus moment din muzica pop în acest an”, descriind compozițiile acestuia ca fiind „slabe”. Rick Juzwiak de la The Village Voice a comentat că „sentimentul de noi-vom-învinge” este exprimat mai eficient prin utilizarea „egalitaristă a beat-urilor house” decât prin „slogane”, considerându-le „banale” și „insuportabile”.

## Performanța în clasamentele muzicale
Born This Way a debutat în fruntea clasamentului Billboard 200 din Statele Unite, înregistrând vânzări de 1.108.000 de exemplare în prima săptămână și devenind cel de-al șaptesprezecelea album care s-a vândut în peste un milion de copii în prima săptămână. Born This Way a fost primul album a lui Gaga care să ocupe locul unu și, de asemenea, albumul cu cele mai bune vânzări în prima săptămână de la The Massacre (2005) a lui 50 Cent, care a avut vânzări de 1.141.000 de exemplare în prima săptămână. Gaga a devenit, de asemenea, cea de-a cincea cântăreață care să vândă peste un milion de copii în prima săptămână, după Whitney Houston (The Bodyguard Soundtrack, 1992), Britney Spears (Oops!...I Did It Again, 2000), Norah Jones (Feels Like Home, 2004), și Taylor Swift (Speak Now, 2010). Pe Amazon au fost vândute un total de 440.000 de exemplare în primele două zile la prețul de 99 de cenți (compania având o pierdere de peste 3 milioane de dolari). Acestea au contribuit la cele 662.000 de copii digitale vândute, cele mai multe din istoria SoundScan. Descărcările digitale au reprezentat 60% din totalul vânzărilor din prima săptămână a albumului Born This Way. După doar o săptămână, materialul discografic a devenit al optulea cel mai bine vândut album digital din istoria Statelor Unite. În cea de-a doua săptămână, albumul s-a vândut în 174.000 de exemplare și și-a menținut poziția în clasament, însă cu o scădere a vânzărilor de 84,27%, înregistrând cea mai mare scădere procentuală de vânzări în cea de-a doua săptămână a unui album care a debutat pe locul unu. În mediul digital, materialul discografic a avut o scădere de 94%, având vânzări de 38.000 de copii. În a treia săptămână, Born This Way a fost înlocuit de albumul lui Adele, 21, înregistrând o scădere de 42% în urma celor 100.000 de exemplare vândute. Born This Way a fost al treilea cel mai bine vândut album în Statele Unite în 2011, cu un total de 2.101.000 de copii vândute. Acesta este, de asemenea, al cincilea cel mai bine vândut album digital din istoria Statelor Unite datorită celor 877.000 de exemplare vândute până în ianuarie 2012. În februarie 2016, albumul a fost premiat cu două discuri de platină din partea Recording Industry Association of America (RIAA) pentru cele 2.4 milioane de copii vândute în Statele Unite. În urma spectacolului lui Gaga din timpul pauzei meciului de fotbal Super Bowl LI, Born This Way a reintrat în clasamentul Billboard 200 pe locul 25, având un total de 17.000 de unități vândute.
În Australia, albumul a debutat pe primul loc, devenind cel de-al doilea ei album care să se claseze pe locul unu după The Fame Monster. Born This Way a primit două discuri de platină din partea Australian Recording Industry Association (ARIA), iar până în prezent au fost expediate 140.000 de exemplare. În Noua Zeelandă, Born This Way a debutat în fruntea clasamentului de albume, devenind cel de-al doilea ei material discografic care a reușit această performanță. Acesta a primit discul de platină din partea Recording Music NZ datorită celor 15.000 de copii expediate în prima săptămână. Born This Way a debutat, de asemenea, pe primul loc în clasamentul Oricon din Japonia, având 184.000 de exemplare vândute. Albumul a fost premiat cu trei discuri de platină de către Recording Industry Association of Japan (RIAJ) pentru cele 750.000 de copii expediate. Acesta a fost al patrulea cel mai bine vândut album din 2011 în Japonia, cu un total de 658.554 de exemplare vândute.
În Regatul Unit, Born This Way a debutat pe poziția de top a clasamentului UK Albums Chart la 29 mai 2011, înregistrând vânzări de 215.639 de unități vândute. Albumul a înregistrat cele mai multe vânzări în prima săptămână din anul 2011, și a a avut cele mai bune vânzări ale unei cântărețe americane solo de la albumul Madonnei, Confessions on a Dance Floor, care a vândut 217.610 de exemplare în 2005. Până în ianuarie 2017, Born This Way a primit trei discuri de platină din partea British Phonographic Industry (BPI), pentru depășirea pragului de 989.000 de copii vândute în Regatul Unit. Albumul a debutat pe locul doi în Finlanda și a fost al cincilea cel mai bine vândut album al anului 2011, în timp ce în Franța a debutat pe locul unu în clasamentul albumelor, păstrându-și poziția timp de două săptămâni. Până în ianuarie 2012, acesta s-a vândut în 180.000 de exemplare și a primit două discuri de platină din partea Syndicat National de l'Édition Phonographique (SNEP). Până în septembrie 2012, Born This Way s-a vândut în 6 milioane de exemplare în întreaga lume.

## Distincții
Born This Way a fost inclus în numeroase liste de final realizate de critici și publicații muzicale de specialitate. Revista Rolling Stone a clasat materialul discografic pe locul șase în topul celor mai bune 50 de albume al anului 2011, notând că „niciunul dintre exercițiile muzicale anterioare ale lui Gaga nu ne-a pregătit pentru acest tip de extravaganță”. Slant Magazine a clasat Born This Way pe locul al treilea în lista celor mai bune 25 de albume din 2011, numindu-l „magnum opus”. În recenzia de final an a albumelor lansate în 2011, MTV a clasat Born This Way pe locul 10, notând că „acesta este primul album multi-național și multi-sexual al timpurilor noastre” și numindu-l „cea mai mare declarație de principii a ei de până acum”. About.com a listat Born This Way pe locul doi în topul celor mai importante albume pop din 2011, opinând că acesta este un „reper pop” și o „plimbare sălbatică cu rollecoasterul muzicii”. Descriindu-l ca fiind „cel mai mare album pop” al anului 2011, revista Spin a clasat Born This Way pe locul 29 în lista celor mai bune albume ale anului, precum și pe primul loc în lista celor mai bune pop din 2011.
Pe lângă sondajele criticilor, Born This Way a primit, de asemenea, trei nominalizări la cea de-a 54-a ediție a premiilor Grammy: una pentru „Albumul anului”, una pentru „Cel mai bun album pop vocal” și una pentru „Cea mai bună interpretare pop solo” (pentru cântecul „Yoü and I”). Gaga a devenit astfel prima artistă de la formația rock britanică The Beatles care să obțină trei nominalizări consecutive la premiul Grammy pentru albumul anului. Totodată, Born This Way a fost nominalizat la categoria „Album pop/rock preferat” la ediția din 2011 a premiilor American Music Awards, însă a pierdut în fața lui Adele cu 21. Cu toate acestea, Born This Way a câștigat un premiu la cea de-a 38-a ediție a premiilor People's Choice Awards la categoria „Album favorit”. La premiile Japan Gold Disc Award, Born This Way a câștigat la categoriile „Album internațional al anului” și „Album western al anului”. În 2012, publicația Rolling Stone a numit Born This Way al 11-lea cel mai bun album al unei cântăreței, în timp ce revista NME a clasat materialul discografic pe locul unu în lista celor mai pretențioase 10 albume din istorie.

## Critică religioasă și controverse

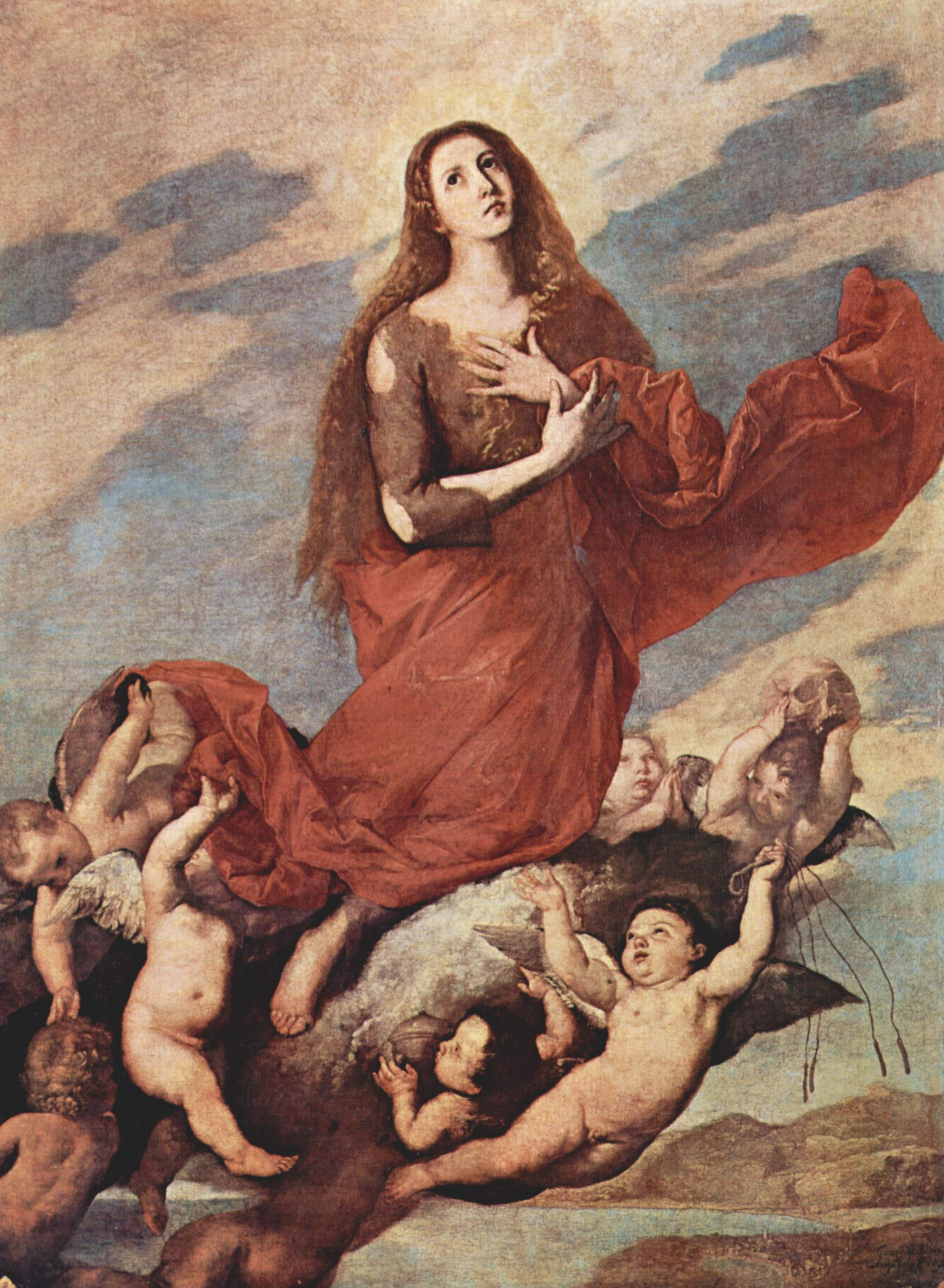
Videoclipul cântecului „Judas” a fost criticat de către grupurile religioase deoarece Gaga a jucat rolul Mariei Magdalena (fotografie)

Numeroase grupuri religioase au condamnat albumul pentru includerea mai multor figuri religioase ale creștinătății și pentru poziția sa cu privire la sexualitate. În Liban, albumul a fost interzis temporar de către Departamentul Secretarului General, care l-au considerat a fi de prost gust și batjocoritor la adresa creștinismului. Abdo Abu Kassm, director al centrului catolic de informare din Liban, a fost extrem de critic în legătură cu temele albumului, opinând că „în cazul în care aceștia au de gând să ne jignească, vom anula albumul”. Acesta a continuat prin a spune: „Nu vom accepta ca cineva să o insulte pe Fecioara Maria sau pe Iisus sau creștinismul [...] Numiți-ne tradiționali, numiți-ne înapoiați, numiți-ne cum vreți. Nu vom accepta asta”. Interdicția a durat până pe 9 iunie.
Videoclipul piesei „Judas” a fost criticat de William Anthony Donohue, președintele Ligii Catolice din Statele Unite, în special datorită rolului Mariei Magdalena pe care Gaga îl joacă. Într-un interviu pentru HollywoodLife.com, Donohue și-a exprimat nemulțumirea față de portretizarea cântăreței asupra lui Iuda și Maria Magdalena, numind-o „tot mai irelevantă” în comparație cu persoanele cu „talent real” și atacând-o pentru debutul aparent intenționat al cântecului și al videoclipului în apropierea Săptămânii Patimilor și în apropierea Paștelui. Cu puțin timp după lansarea videoclipului, acesta a fost interzis în Liban. În Malaezia, din cauză că homosexualitatea este considerată infracțiune, guvernul a criticat albumul pentru atitudinea sa privind sexualitatea și feminismul. La puțin timp după lansarea piesei „Born This Way”, posturile de radio din întreaga țară au editat mai multe versuri ale cântecului așa cum Guvernul Malaeziei a comandat, fiind cenzurate versurile ce vorbesc despre acceptarea comunității LGBT. Rosnah Ismail, vice-cancelarul Universități Malaysia Sabah, a condamnat cântecul, spunând că „Islamul interzice acest lucru. Trebuie să respectăm legile țării”.

## Ordinea pieselor pe disc
Versiunea standard — 61:07
| Nr. | Titlu                            | Textier(i)                   | Producător(i)                        | Durată |
| --- | -------------------------------- | ---------------------------- | ------------------------------------ | ------ |
| 1.  | „Marry the Night”                | Lady Gaga Fernando Garibay   | Gaga Garibay                         | 4:25   |
| 2.  | „Born This Way”                  | Gaga Jeppe Laursen           | Gaga Laursen Garibay DJ White Shadow | 4:20   |
| 3.  | „Government Hooker”              | Gaga Garibay Paul Blair      | Gaga Blair Garibay DJ Snake          | 4:14   |
| 4.  | „Judas”                          | Gaga RedOne                  | Gaga RedOne                          | 4:09   |
| 5.  | „Americano”                      | Gaga Garibay Blair Brian Lee | Kierszenbaum                         | 4:07   |
| 6.  | „Hair”                           | Gaga RedOne                  | Gaga RedOne                          | 5:08   |
| 7.  | „Scheiße”                        | Gaga RedOne                  | Gaga RedOne                          | 3:46   |
| 8.  | „Bloody Mary”                    | Gaga Garibay Blair           | Gaga Blair Garibay Clinton Sparks    | 2:50   |
| 9.  | „Bad Kids”                       | Gaga Laursen Garibay Blair   | Gaga Laursen Garibay Blair           | 3:51   |
| 10. | „Highway Unicorn (Road to Love)” | Gaga Garibay Blair RedOne    | Gaga Garibay Blair                   | 4:16   |
| 11. | „Heavy Metal Lover”              | Gaga Garibay                 | Gaga Garibay                         | 4:13   |
| 12. | „Electric Chapel”                | Gaga Blair                   | Gaga Blair                           | 4:12   |
| 13. | „Yoü and I”                      | Gaga                         | Gaga Robert John „Mutt” Lange        | 5:07   |
| 14. | „The Edge of Glory”              | Gaga Garibay Blair           | Gaga Garibay                         | 5:21   |

Versiunea standard (Piesă bonus pe plan internațional)
| Nr. | Titlu                               | Textier(i)   | Producător(i)            | Durată |
| --- | ----------------------------------- | ------------ | ------------------------ | ------ |
| 15. | „Born This Way” (Jost & Naaf Remix) | Gaga Laursen | Gaga Garibay Jost & Naaf | 5:58   |

Versiunea japoneză (Piesă bonus)
| Nr. | Titlu                                   | Textier(i)   | Producător(i) | Durată |
| --- | --------------------------------------- | ------------ | ------------- | ------ |
| 16. | „Born This Way” (LLG vs. GLG Radio Mix) | Gaga Laursen | Gaga Garibay  | 3:50   |

Versiunea indiană (Piese bonus)
| Nr. | Titlu                             | Textier(i)   | Producător(i)                                 | Durată |
| --- | --------------------------------- | ------------ | --------------------------------------------- | ------ |
| 15. | „Born This Way” (Bollywood Remix) | Gaga Laursen | Gaga Garibay Salim Merchant Sulaiman Merchant | 4:18   |
| 16. | „Born This Way” (UK Desi Remix)   | Gaga Laursen | Gaga Garibay                                  | 4:07   |

Versiunea specială — 73:38
| Nr. | Titlu                            | Textier(i)                 | Producător(i)                 | Durată |
| --- | -------------------------------- | -------------------------- | ----------------------------- | ------ |
| 9.  | „Black Jesus + Amen Fashion”     | Gaga Blair                 | Gaga Blair                    | 3:36   |
| 10. | „Bad Kids”                       | Gaga Laursen Garibay Blair | Gaga Laursen Garibay Blair    | 3:51   |
| 11. | „Fashion of His Love”            | Gaga Garibay               | Gaga Garibay                  | 4:16   |
| 12. | „Highway Unicorn (Road to Love)” | Gaga Garibay Blair RedOne  | Gaga Garibay Blair            | 4:16   |
| 13. | „Heavy Metal Lover”              | Gaga Garibay               | Gaga Garibay                  | 4:13   |
| 14. | „Electric Chapel”                | Gaga Blair                 | Gaga Blair                    | 4:12   |
| 15. | „The Queen”                      | Gaga Garibay               | Gaga Garibay                  | 5:17   |
| 16. | „Yoü and I”                      | Gaga                       | Gaga Robert John „Mutt” Lange | 5:07   |
| 17. | „The Edge of Glory”              | Gaga Garibay Blair         | Gaga Garibay                  | 5:21   |

Versiunea specială (Disc bonus) — 26:07
| Nr. | Titlu                                          | Textier(i)   | Producător(i)                | Durată |
| --- | ---------------------------------------------- | ------------ | ---------------------------- | ------ |
| 1.  | „Born This Way” (Country Road Version)         | Gaga Laursen | Gaga Garibay                 | 4:22   |
| 2.  | „Judas” (DJ White Shadow Remix)                | Gaga RedOne  | Gaga RedOne                  | 4:08   |
| 3.  | „Marry the Night” (Zedd Remix)                 | Gaga Garibay | Gaga Garibay Anton Zaslavski | 4:21   |
| 4.  | „Scheiße” (DJ White Shadow Mugler)             | Gaga RedOne  | Gaga RedOne                  | 9:35   |
| 5.  | „Fashion of His Love” (Fernando Garibay Remix) | Gaga Garibay | Gaga Garibay                 | 3:45   |

Versiunea specială (Piesă bonus pe plan internațional)
| Nr. | Titlu                               | Textier(i)   | Producător(i)            | Durată |
| --- | ----------------------------------- | ------------ | ------------------------ | ------ |
| 6.  | „Born This Way” (Jost & Naaf Remix) | Gaga Laursen | Gaga Garibay Jost & Naaf | 5:58   |

Versiunea specială japoneză (Piesă bonus)
| Nr. | Titlu                                   | Textier(i)   | Producător(i) | Durată |
| --- | --------------------------------------- | ------------ | ------------- | ------ |
| 7.  | „Born This Way” (LLG vs. GLG Radio Mix) | Gaga Laursen | Gaga Garibay  | 3:50   |

Note
- ^[a] semnifică un co-producător suplimentar;

## Acreditări și personal
Acreditări pentru albumul Born This Way adaptate de pe Allmusic.
- Andy Abad – requinto
- Christina Abaroa – copist, librar, pregătire muzicală
- Al Carlson – asistent
- Cheche Alara – textier, instrumentație
- Jorge Alavrez – acompaniament vocal
- Stephanie Amaro – chitarist
- Gretchen Anderson – producător
- Paul Blair – chitarist
- Bobby Campbell – marketing
- Troy Carter – management
- Clarence Clemons – saxofonist
- Kareem Devlin – chitarist
- DJ Snake – bas, tobe, claviatură, producător
- DJ White Shadow – textier, programare tobe, claviatură, producător, programare
- Lisa Einhorn-Gilder – coordonare producție
- Fernando Garibay – textier, acompaniament vocal, inginer de sunet, chitarist, instrumentație, claviatură, director muzical, producător, programare
- Val Garland – machiaj
- Brian Gaynor – chitară bas, claviatură
- Kamau Georges – programare
- David Gomez – acompaniament vocal
- Suemy Gonzalez – violonist
- Gene Grimaldi – masterizare audio
- Vincent Herbert – A&R, producător executiv
- Julio Hernandez – violonist
- Mario Hernandez – chitarist
- Peter Hutchings – asistent
- Dyana Kass – marketing
- Harry Kim – trompetist
- Ken Knapstad – asistent
- Nick Knight – fotograf
- Phillip Knight – asistent
- Lady Gaga – textier, instrumentație, claviatură, director muzical, producător, voce principală
- Robert John „Mutt” Lange – acompaniament vocal
- Jeppe Laursen – textier, producător
- Brian Lee – acompaniament vocal
- Bill Malina – inginer de sunet
- Brandon Maxwell – stilist
- Brian May – chitarist
- Sam McKnight – hair stylist
- Eric Morris – asistent
- Wendi Morris – management
- Carlos Murguía – acompaniament vocal
- Trevor Muzzy – inginer de sunet, chitară, mixaj, editare vocală
- Jennifer Paola – A&R
- Paul Pavao – asistent
- Kevin Porter – asistent
- Jordan Power – asistent
- RedOne – acompaniament vocal, textieră, inginer de sunet, instrumentație, producător, programare, aranjament vocal, editare vocală
- Olle Romo – inginer de sunet, programare
- Dave Russell – inginer de sunet, mixaj
- Rafa Sardina – inginer de sunet, mixaj
- Justin Shirley-Smith – inginer chitară
- Amanda Silverman – publicitar
- Clinton Sparks – claviatură, producător
- George Tandero – asistent
- Anna Trevelyan – stilist
- Peter Van Der Veen – acompaniament vocal
- Horace Ward – inginer de sunet
- Tom Ware – inginer de sunet
- Kenta Yonesaka – asistent

## Prezența în clasamente
| Țară (clasament 2011)                                              | Poziția maximă | Referință |
| ------------------------------------------------------------------ | -------------- | --------- |
| Argentina (CAPIF)                                                  | 1              | [ 227 ]   |
| Australia (ARIA)                                                   | 1              | [ 228 ]   |
| Austria (Ö3 Austria)                                               | 1              | [ 229 ]   |
| Belgia (Ultratop Flandra)                                          | 1              | [ 230 ]   |
| Belgia (Ultratop Valonia)                                          | 1              | [ 231 ]   |
| Brazilia (ABPD)                                                    | 2              | [ 232 ]   |
| Canada (Canadian Albums Chart)                                     | 1              | [ 233 ]   |
| Cehia (ČNS IFPI)                                                   | 1              | [ 234 ]   |
| Croația (HDU)                                                      | 1              | [ 235 ]   |
| Danemarca (Hitlisten)                                              | 1              | [ 236 ]   |
| Elveția (Swiss Hitparade)                                          | 1              | [ 237 ]   |
| Finlanda (Suomen virallinen lista)                                 | 2              | [ 194 ]   |
| Franța (SNEP)                                                      | 1              | [ 238 ]   |
| Germania (Offizielle Top 100)                                      | 1              | [ 239 ]   |
| Grecia (IFPI Grecia)                                               | 5              | [ 240 ]   |
| Irlanda (IRMA)                                                     | 1              | [ 241 ]   |
| Italia (FIMI)                                                      | 1              | [ 242 ]   |
| Japonia (Oricon)                                                   | 1              | [ 187 ]   |
| Mexic (Top 100 Mexico)                                             | 1              | [ 243 ]   |
| Norvegia (VG-lista)                                                | 1              | [ 244 ]   |
| Noua Zeelandă (RMNZ)                                               | 1              | [ 245 ]   |
| Olanda (MegaCharts)                                                | 5              | [ 246 ]   |
| Polonia (ZPAV)                                                     | 3              | [ 247 ]   |
| Portugalia (AFP)                                                   | 5              | [ 248 ]   |
| Regatul Unit (Official Charts Company)                             | 1              | [ 249 ]   |
| Rusia (Russian Music Charts)                                       | 5              | [ 250 ]   |
| Scoția (Official Charts Company)                                   | 1              | [ 251 ]   |
| Spania (PROMUSICAE)                                                | 2              | [ 252 ]   |
| Suedia (Sverigetopplistan)                                         | 1              | [ 253 ]   |
| Statele Unite ale Americii (Billboard 200)                         | 1              | [ 254 ]   |
| Statele Unite ale Americii (Billboard Top Dance/Electronic Albums) | 1              | [ 255 ]   |
| Ungaria (MAHASZ)                                                   | 1              | [ 256 ]   |

| Țară (clasament)                                                   | Poziția maximă | Referință       |
| 2011                                                               | 2011           | 2011            |
| ------------------------------------------------------------------ | -------------- | --------------- |
| Australia (ARIA Albums Chart)                                      | 6              | [ 257 ]         |
| Australia (ARIA Dance Albums Chart)                                | 2              | [ 258 ]         |
| Austria (Ö3 Austria)                                               | 15             | [ 259 ]         |
| Belgia (Ultratop Flanders)                                         | 23             | [ 260 ]         |
| Belgia (Ultratop Wallonia)                                         | 13             | [ 261 ]         |
| Brazilia (ABPD)                                                    | 13             | [ 262 ]         |
| Canada (Canadian Albums Chart)                                     | 3              | [ 263 ]         |
| Danemarca (Hitlisten)                                              | 38             | [ 264 ]         |
| Elveția (Swiss Hitparade)                                          | 10             | [ 265 ]         |
| Finlanda (Suomen virallinen lista)                                 | 23             | [ 266 ] [ 267 ] |
| Franța (SNEP)                                                      | 18             | [ 268 ]         |
| Germania (Offizielle Top 100)                                      | 17             | [ 269 ]         |
| Irlanda (IRMA)                                                     | 17             | [ 270 ]         |
| Italia (FIMI)                                                      | 21             | [ 271 ]         |
| Japonia (Oricon)                                                   | 4              | [ 272 ]         |
| Mexic (Top 100 Mexico)                                             | 13             | [ 273 ]         |
| Noua Zeelandă (Recorded Music NZ)                                  | 3              | [ 274 ]         |
| Olanda (MegaCharts)                                                | 40             | [ 275 ]         |
| Polonia (ZPAV)                                                     | 33             | [ 276 ]         |
| Regatul Unit (Official Charts Company)                             | 7              | [ 277 ]         |
| Rusia (Russian Music Charts)                                       | 6              | [ 250 ]         |
| Suedia (Sverigetopplistan)                                         | 14             | [ 278 ]         |
| Statele Unite ale Americii (Billboard 200)                         | 3              | [ 279 ]         |
| Statele Unite ale Americii (Billboard Top Dance/Electronic Albums) | 1              | [ 280 ]         |
| Ungaria (MAHASZ)                                                   | 30             | [ 281 ]         |
| 2012                                                               |                |                 |
| Australia (ARIA Dance Albums Chart)                                | 16             | [ 282 ]         |
| Franța (SNEP)                                                      | 173            | [ 283 ]         |
| Regatul Unit (Official Charts Company)                             | 90             | [ 284 ]         |
| Statele Unite ale Americii (Billboard 200)                         | 85             | [ 285 ]         |
| Statele Unite ale Americii (Billboard Top Dance/Electronic Albums) | 4              | [ 286 ]         |
| 2017                                                               |                |                 |
| Statele Unite ale Americii (Billboard Top Dance/Electronic Albums) | 12             | [ 287 ]         |

| Țară (clasament anii 2010)                 | Poziția maximă | Referință |
| ------------------------------------------ | -------------- | --------- |
| Regatul Unit (Official Charts Company)     | 45             | [ 288 ]   |
| Statele Unite ale Americii (Billboard 200) | 138            | [ 289 ]   |

## Vânzări și certificări
| \| Țara \| Vânzări/ puncte \| Certificare \| Referințe \| \| --------------------------------- \| --------------- \| ----------- \| ---------- \| \| Australia (ARIA) \| +140.000 \| \| [185] \| \| Austria (IFPI Austria) \| +20.000 \| \| [290] \| \| Belgia (BEA) \| +30.000 \| \| [291] \| \| Brazilia (Pro-Música Brasil) \| +80.000 \| \| [292] \| \| Canada (Music Canada) \| +320.000 \| \| [293] \| \| Danemarca (IFPI Danemarca) \| +15.000 \| \| [294] \| \| Elveția (IFPI Elveția) \| +30.000 \| \| [295] \| \| Finlanda (Musiikkituottajat) \| +19.300 \| \| [296] \| \| Franța (SNEP) \| +200.000 \| \| [197] \| \| Germania (BVMI) \| +200.000 \| \| [297] \| \| Irlanda (IRMA) \| +30.000 \| \| [298] \| \| Italia (FIMI) \| +60.000 \| \| [299] \| \| Japonia (RIAJ) \| +658.550 \| \| [188][300] \| \| Mexic (AMPROFON) \| +60.000 \| \| [301] \| \| Noua Zeelandă (RIANZ) \| +15.000 \| \| [186] \| \| Norvegia (IFPI Norvegia) \| +15.000 \| \| [302] \| \| Polonia (ZPAV) \| +20.000 \| \| [303] \| \| Portugalia (AFP) \| +80.000 \| \| [304] \| \| Regatul Unit (BPI) \| +989.000 \| \| [192][193] \| \| România (UPFR) \| +25.000 \| \| [305] \| \| Rusia (NFPF) \| +80.000 \| \| [306] \| \| Spania (PROMUSICAE) \| +20.000 \| \| [307] \| \| Suedia (GLF) \| +40.000 \| \| [308] \| \| Statele Unite ale Americii (RIAA) \| +2.400.000 \| \| [181][182] \| \| Ungaria (MAHASZ) \| +3.000 \| \| [309] \| \| Sumar \| \| \| \| \| Europa (IFPI) \| +1.000.000 \| \| [310] \| \| CCG (IFPI Orientul Mijlociu) \| +6.000 \| \| [311] \| \| În întreaga lume \| +6.000.000 \| \| [198] \| | Note - reprezintă „disc de platină”; - reprezintă „dublu disc de platină”; - reprezintă „triplu disc de platină”; - reprezintă „cvadruplu disc de platină”; - reprezintă „disc de aur”; |             |                 |
| Țara | Vânzări/ puncte | Certificare | Referințe       |
| Australia (ARIA) | +140.000 |             | [ 185 ]         |
| Austria (IFPI Austria) | +20.000 |             | [ 290 ]         |
| Belgia (BEA) | +30.000 |             | [ 291 ]         |
| Brazilia (Pro-Música Brasil) | +80.000 |             | [ 292 ]         |
| Canada (Music Canada) | +320.000 |             | [ 293 ]         |
| Danemarca (IFPI Danemarca) | +15.000 |             | [ 294 ]         |
| Elveția (IFPI Elveția) | +30.000 |             | [ 295 ]         |
| Finlanda (Musiikkituottajat) | +19.300 |             | [ 296 ]         |
| Franța (SNEP) | +200.000 |             | [ 197 ]         |
| Germania (BVMI) | +200.000 |             | [ 297 ]         |
| Irlanda (IRMA) | +30.000 |             | [ 298 ]         |
| Italia (FIMI) | +60.000 |             | [ 299 ]         |
| Japonia (RIAJ) | +658.550 |             | [ 188 ] [ 300 ] |
| Mexic (AMPROFON) | +60.000 |             | [ 301 ]         |
| Noua Zeelandă (RIANZ) | +15.000 |             | [ 186 ]         |
| Norvegia (IFPI Norvegia) | +15.000 |             | [ 302 ]         |
| Polonia (ZPAV) | +20.000 |             | [ 303 ]         |
| Portugalia (AFP) | +80.000 |             | [ 304 ]         |
| Regatul Unit (BPI) | +989.000 |             | [ 192 ] [ 193 ] |
| România (UPFR) | +25.000 |             | [ 305 ]         |
| Rusia (NFPF) | +80.000 |             | [ 306 ]         |
| Spania (PROMUSICAE) | +20.000 |             | [ 307 ]         |
| Suedia (GLF) | +40.000 |             | [ 308 ]         |
| Statele Unite ale Americii (RIAA) | +2.400.000 |             | [ 181 ] [ 182 ] |
| Ungaria (MAHASZ) | +3.000 |             | [ 309 ]         |
| Sumar | |             |                 |
| Europa (IFPI) | +1.000.000 |             | [ 310 ]         |
| CCG (IFPI Orientul Mijlociu) | +6.000 |             | [ 311 ]         |
| În întreaga lume | +6.000.000 |             | [ 198 ]         |

## Datele lansărilor
| Țară                       | Dată               | Format                            | Casă de discuri                                  | Versiune            |
| -------------------------- | ------------------ | --------------------------------- | ------------------------------------------------ | ------------------- |
| În întreaga lume           | 23 mai 2011        | Compact disc, descărcare digitală | Streamline Records, Interscope Records, Kon Live | Standard, deluxe    |
| India                      | 23 mai 2011        | Compact disc, descărcare digitală | Streamline Records, Interscope Records, Kon Live | Standard (Digipak)  |
| Columbia                   | 30 mai 2011        | Compact disc                      | Universal Music, Interscope                      | Box set (Standard)  |
| Statele Unite ale Americii | 7 iunie 2011       | CD, LP, descărcare digitală       | Streamline Records, Interscope Records, Kon Live | Fan Package         |
| China                      | 11 august 2011     | Compact disc                      | Universal Music, STARSING CULTURE                | Standard            |
| Germania                   | 27 septembrie 2011 | USB drive                         | Interscope                                       | Standard            |
| Statele Unite ale Americii | 3 octombrie 2011   | USB drive                         | Interscope                                       | Deluxe              |
| Statele Unite ale Americii | 26 octombrie 2011  | LP, descărcare digitală           | Interscope                                       | Limited Collector's |
| Germania                   | 18 noiembrie 2011  | Compact disc+DVD                  | Interscope                                       | Box set (Deluxe)    |
| Regatul Unit               | 21 noiembrie 2011  | Compact disc+DVD                  | Polydor UK                                       | Box set (Deluxe)    |
| Germania                   | 21 noiembrie 2011  | Compact disc+DVD                  | Interscope                                       | Box set (Deluxe)    |
| Statele Unite ale Americii | 21 noiembrie 2011  | Compact disc+DVD                  | Interscope                                       | Box set (Standard)  |
| Japonia                    | 21 noiembrie 2011  | Compact disc+DVD                  | Interscope                                       | Box set (Standard)  |
| Statele Unite ale Americii | 27 decembrie 2011  | Compact disc+DVD                  | Interscope                                       | Box set (Deluxe)    |
| Japonia                    | 29 decembrie 2011  | Compact disc+DVD                  | Polydor UK                                       | Box set (Deluxe)    |